# КБ-403
КБ-403 (КБк-160.2) — краны на рельсовом полотне, с поворотной башней переменной высоты и балочной стрелой; предназначаются для возведения жилых, промышленных, административных зданий и сооружений высотой до 16 этажей и массой монтируемых элементов до 8 т. Кран относится к 4-й размерной группе башенных кранов и использует общие с кранами этой группы основные узлы. Все дальнейшие модификации этих кранов (с индексами «А», «Б») производились на Нязепетровском Заводе Строительных Машин, г. Нязепетровск (ныне Литейно-механический завод). Часть кранов производилась Московским заводом Московского «ПО Строймаш». Современные краны 403Б являются глубокой модернизацией первых кранов этой размерной группы с балочной стрелой и имеют ряд принципиальных конструктивных отличий и нововведений.

## Описание

### Модификации
Выпускались модификации базовой модели с балочной стрелой:
- Кран КБ-403А (КБк-160.2А) — является дальнейшим развитием крана КБ-403 (КБк-160.2). Предназначен для строительства жилых, промышленных и административных зданий и сооружений высотой до 16 этажей с температурой окружающей среды от −40 °C до +40 °C. Кран отличается повышенными скоростями подъёма и передвижения грузовой тележки, улучшенными грузовым моментом, конструкцией кабины управления и улучшенным её обогревом. Грузоподъёмность крана 8 т. Краны этой серии изготавливал также Московский завод Московского «ПО Строймаш».

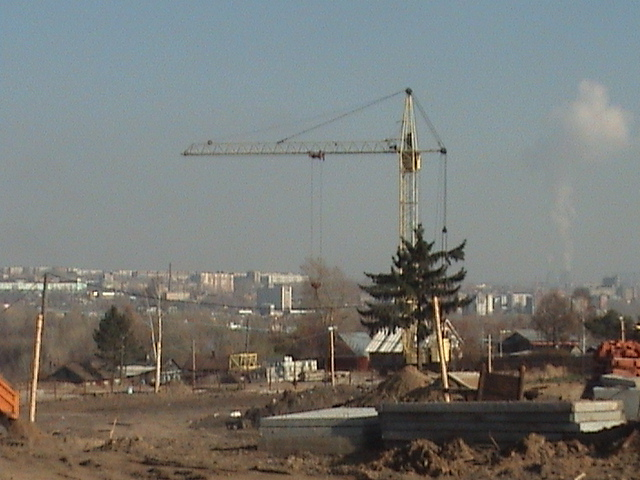
Кран строит 10-этажный дом по ул Горская, 3стр. Виден правый берег Оби. Октябрь 2005
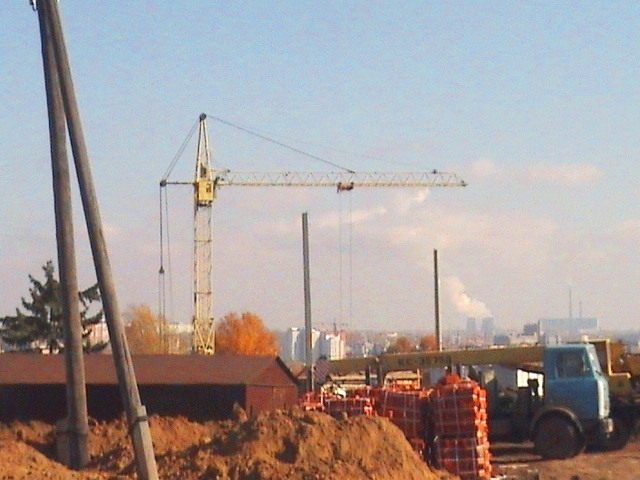
Тот же кран, в другом ракурсе. Вдали, на противоположном берегу виднеется Новосибирская ТЭЦ-5 и её градирни.
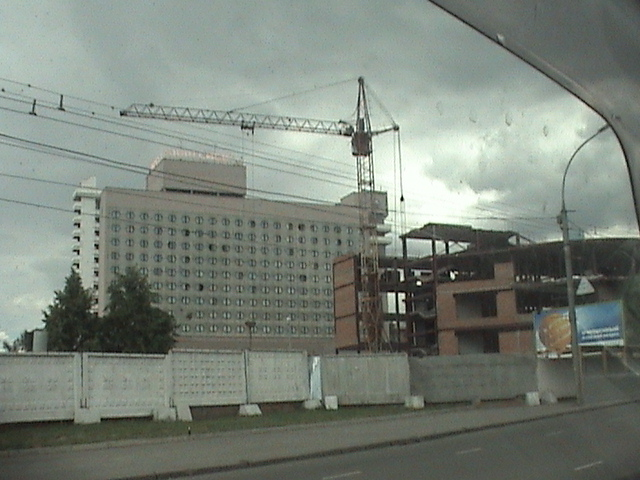
Строительство ТЦ "Манхэттэн" другим краном, около Гостиницы "Сибирь". Июль 2005

- Кран КБ-403Б. Предназначен для строительства жилых, промышленных и административных зданий и сооружений высотой до 17 этажей с температурой окружающей среды от −40 °C до +40 °C. Имеет 4 исполнения (каждое со своими грузовысотными характеристиками). Грузоподъёмность крана 8 т.

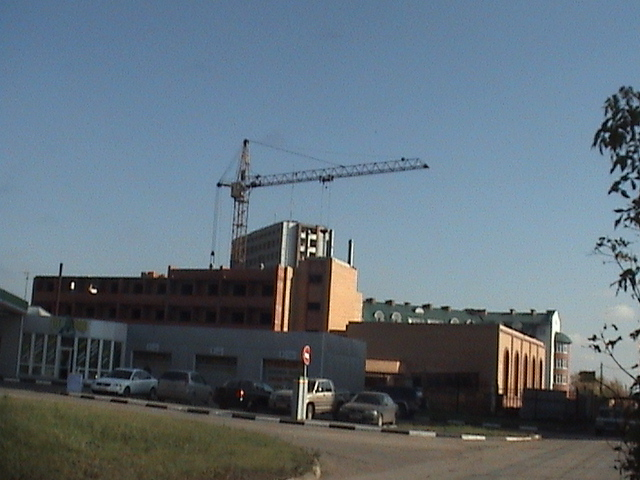
Строительство 5-этажного жилого дома Немировича Данченко, 138. Новосибирск, Июль 2005
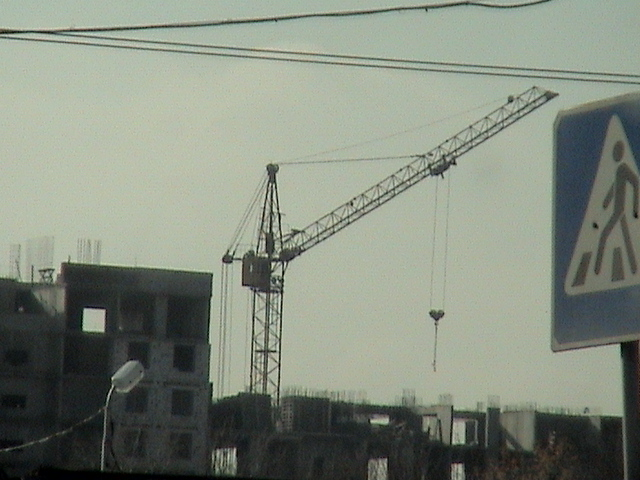
Строительство 11-этажного жилого дома на Площади Маркса краном с поднятой под углом балочной стрелой. Июнь 2005
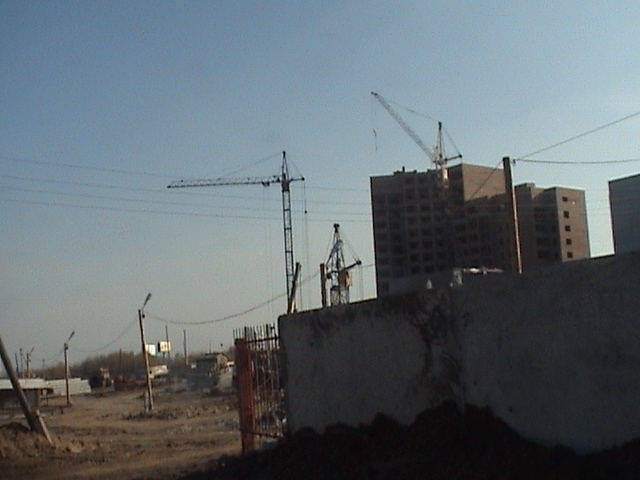
Строительство жилых домов переменной этажности на Горском. На ближнем плане (6-й дом) - КБ-403Б на этапе монтажа, слева от него установлен точно такой же кран, а справа - КБ-405-1А, оснащённый подъёмной стрелой. Октябрь 2005

## Технические характеристики
Характеристики для кранов КБ-403Б (для КБ-403) указаны в карточке.

## Описание конструкции
Кран имеет базу 6 м. Конструктивно кран состоит из:

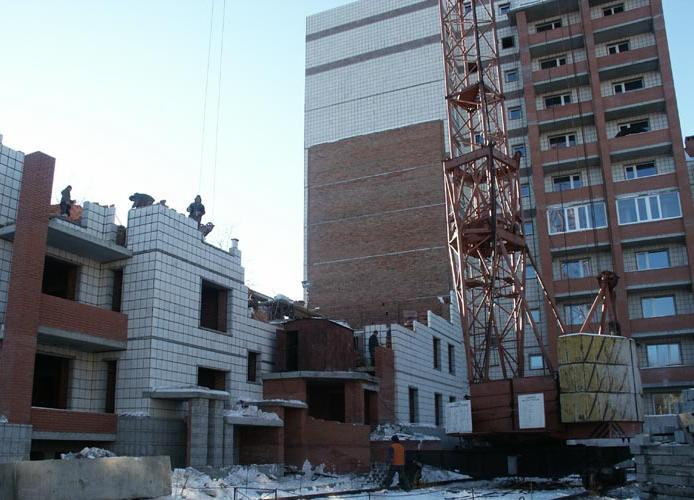
Нижняя часть конструкции

### Поворотная платформа и поворотный механизм
Поворотная платформа и поворотный механизм. Платформа КБ-403 (КБк-160.2) идентична по конструкции КБ-160. Изменена конструкция поворотного механизма — на башенных кранах серии КБ-403 (КБк-160.2) он выглядит как роликовый круг (в один ряд) диаметром 2500 мм. Кроме этого на кране появились лебёдки, блоки и электрооборудование для грузовой тележки.

### Ходовая рама с поворотными флюгерами
Ходовая рама с поворотными флюгерами, портал. Аналогична серии КБ-401 и КБ-402.

### Портал
Конструкция портала и рамы крана КБ-403 (КБк-160.2) идентична конструкции кранов КБ-160.

### Секции башни
Инвентарные секции. Количество на кранах КБ-403, КБ-403А и КБ-403Б от 2 до 5 (6) шт. (в зависимости от исполнения крана).

### Башня

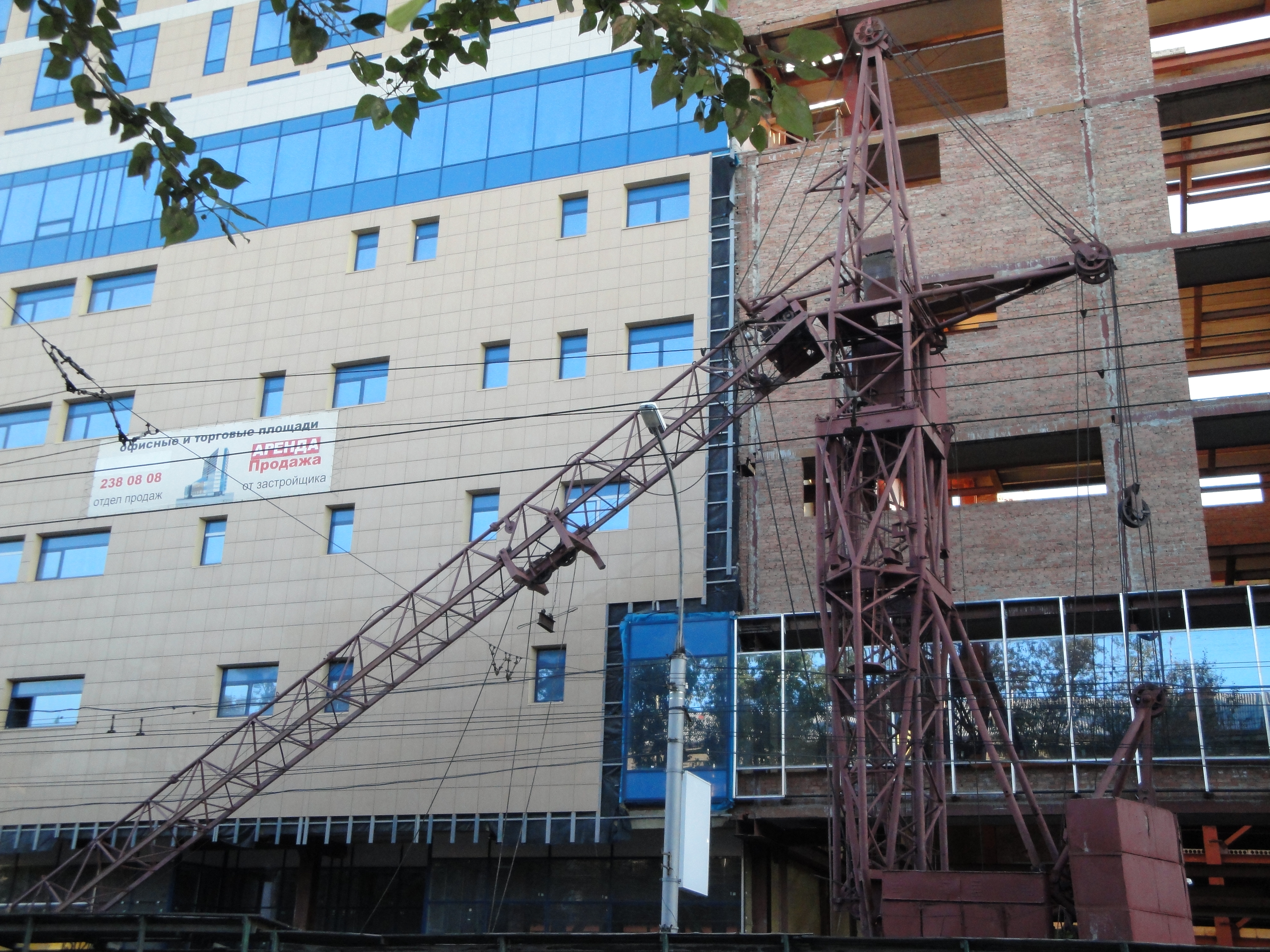
Монтаж КБ-403А — Подращивание

По конструкции башня унифицирована с некоторыми узлами крана КБ-160, за исключением конструкции и оснащения оголовка башни. Отличается длиной канатов полиспаста и максимально возможным количеством установленных инвентарных секций, а также изменена конструкция головной секции башни — теперь она стала разборной.

### Кабина управления
На данном кране устанавливается унифицированная кабина для высоких кранов (установка на высоте свыше 20 м). На базовой, модели-первенце КБ-403 (КБк-160.2) установлена унифицированная кабина для низких кранов (установка на высоте до 20 м). Способы крепления аналогичны КБ-160, а также других сериях кранов из типа КБ. Отличается от кабины базовой модели более совершенной конструкцией, приспособленной для удобного обзора на большей высоте крана, а также отличается внутренним наполнением и оснащением — улучшенным утеплением и обогревательными панелями. Дополнительно может оснащаться кондиционером.

### Балочная стрела крана
Конструкция основной стрелы секционная. Сделана из металлических труб в виде решётчатой конструкции, секции соединяются между собой с помощью фланцевых соединений. По стреле перемещается грузовая тележка с крюковой обоймой. Вылет меняется путём наклона стрелы, а также путём перемещения грузовой тележки.

### Крюковая обойма
Крюковая обойма представляет собой двухосную подвеску: две щеки, две оси, на которых на шарикоподшипниках установлены блоки, траверсы и крюк. В кранах КБ-403Б, КБ-401, КБ-402, в отличие от первых КБ-160 и КБ-403 (КБк-160.2), дополнительно присутствуют металлические внешние защитные кожухи для блоков крюковой обоймы.

## Монтаж и демонтаж
Для монтажа КБ-403 используются собственные механизмы башенного крана и автомобильные краны.
Этапы монтажа (демонтажа) аналогичны этапам монтажа (демонтажа) кранов 4-й размерной группы (типовой стандартный способ монтажа-демонтажа): КБ-160, КБ-401 и КБ-402 (за исключением этапа сборки стрелы).
- Сборка стрелы. Сборка стрелы производится с помощью автокрана. Стрела при транспортировке снимается полностью, вместе с грузовой тележкой. Разбирается на секции[3].

## Подращивание крана
Конструкция КБ-403Б позволяет устанавливать до шести инвентарных секций.
Способ увеличения высоты аналогичен т. н. стандартному способу «подращивания башни» кранов с поворотной платформой: КБ-160 и КБ-403 (КБк-160.2), а также серий КБ-408, КБ-503, КБ-504 и их модификаций.

## Транспортировка
На ходовой раме крана опорно-поворотные флюгеры фиксируют в транспортном положении. Стрелу полностью снимают с крана вместе с грузовой тележкой и грузят отдельно от остальной части крана (башня, головная секция, портал) на транспорт. Снимать грузовую тележку со стрелы при перевозке не обязательно. Каждый элемент крана перевозят по частям (поворотная платформа с опорной рамой, кабина управления, инвентарные секции башни, стрела с грузовой тележкой, плиты балласта, опорные тележки). Для перевозки по шоссейным дорогам в качестве транспорта используются подкатные тележки и седельный тягач.
Для перевозки крана необходимо согласование с органами ГИБДД (выдача разрешения на проезд, получение автомобиля сопровождения — в соотв. с Правилами Дорожного Движения).

## Происшествия с КБ-403
Башенные краны серии КБ-403 находятся под усиленным контролем за эксплуатацией органов Госгортехнадзора.. Список некоторых аварий и причины приведены ниже.

### Техническое состояние
- В мае 2004 года в городе Санкт-Петербург упал выпущенный в 1990 году кран КБ-403. Причиной аварии явилось его неудовлетворительное техническое состояние.[5]

### Нарушение правил эксплуатации
- 20 июня 2008 года на одной из строительных площадок, подконтрольных Алтайскому межрегиональному управлению по технологическому и экологическому надзору, при разгрузке арматуры краном КБ-403А произошла его перегрузка, и кран рухнул. В результате разрушены одна секция башни и две секции стрелы. Пострадавших нет.[6]. ЧП произошло в городе Барнауле на возведении спортивно-оздоровительного комплекса.

Комиссия установила, что: «причинами падения башенного крана на одной из строек стал перегруз крана на 63 %, неисправность ограничителя грузоподъёмности и тормоза грузовой лебёдки крана» .
- 25 июля 2008 года в Воронеже произошло падение башенного крана КБ-403А 1984 года выпуска (производства Московского завода «ПО Строймаш»), в результате чего крановщица упала на землю и погибла.[6] "При подъёме груза разрушилось опорно-поворотное устройство крана. " [6] См. фото:

Причины аварии: «Подъём краном груза, превышающего его паспортную грузоподъёмность; эксплуатация крана с неисправным ограничителем грузоподъёмности; неудовлетворительная организация производства работ краном; допуск к обслуживанию крана рабочих, не обученных в качестве стропальщиков. Также установлено, что разрешительных документов, подтверждающих дату установки, у строительной организации отсутствуют, а полное техническое освидетельствование после монтажа на стройплощадке не проводилось. Разрешения на пуск от УТЭН Ростехнадзора по Воронежской области нет.»' .
- 11 ноября 2008 года в Новгородской области во время передвижения по рельсовым путям кран КБ-403Б рухнул на строящееся здание, в результате чего крановщик погиб.[6],

- 14 ноября 2008 года в одном из микрорайонов г. Ухта упал кран КБ-403. Падение произошло при перемещении ёмкости с водой.[6].

- 14 июля 2009 года на одной из строительных площадок города Саратов на кране КБ-403А произошёл обрыв вантового каната. Обрыв произошёл при перемещении плиты перекрытия. При падении стрелы травму получил один человек.[9], По факту аварии было возбуждено уголовное дело.[10].

Как показала затем судебная строительно-техническая экспертиза, прораб, несущий ответственность за эксплуатацию крана на объекте, нарушил правила строительной безопасности. Это и явилось причиной аварии. В ходе допроса прораб полностью признал свою вину. По информации СУ СК при прокуратуре РФ по Саратовской области: «кран эксплуатировался без допуска к работе от органов Ростехнадзора»..
- 21 июля 2009 года на одной из строительных площадок города Новосибирск упал кран КБ-415-04, разрушив часть балконов строящегося жилого дома. При падении кран ударил своей стрелой по основанию стрелы крана КБ-403. В результате удара стрела КБ-403 упала вниз, а кран начал перемещаться по рельсовому полотну, съехав двумя ходовыми тележками с рельсов, при этом не опрокинувшись.[9],[12]

Установлено, что основными причинами явились:
1. «Шквалистый порыв ветра, достигавший 32 м/с».[9],[13].
2. «Дефект (трещина) в металле одного из пальцев крепления нижней (корневой) вставки башни к поворотной платформе крана».[9],[12].

- 25 декабря 2009 года на одной из строительных площадок города Кирова при разгрузке автомобиля краном КБ-403Б (рег. № 14799) был зацеплен груз весом 10,65 т при паспортной грузоподъёмности 8 т.

При осмотре аварии установлено, что груз был зацеплен на вылете стрелы 18-23 м, при котором грузоподъёмность крана, в соответствии с грузовой характеристикой, составляет 6,3 — 4,5 т. При подъёме груза, из-за превышения грузоподъёмности и несрабатывания ограничителя грузоподъёмности, произошло падение крана за пределы территории строительной площадки на здание поликлиники. Оголовком стрелы повреждена крыша поликлиники. При дальнейшем заваливании произошел изгиб стрелы через парапет здания и падение башни на кабину крановщика, в которой находился машинист. При падении крана на землю кабина крановщика была сплющена, в результате чего крановщик погиб..
При осмотре было установлено, что: «на крышке релейного блока ограничителя грузоподъёмности ОГБ-2-12V отсутствует пломба, а при вскрытии внутри блока обнаружен посторонний металлический предмет (гвоздь)».
Экспертная комиссия установила, что: «причиной падения явился перегруз крана, а именно подъём груза массой, превышающей номинальную грузоподъёмность на данном вылете на 70 %, при выведенном из работы (заблокированном) ограничителе грузоподъёмности»..